# Alälvmätare
Alälvmätare, Hydrelia sylvata, är en fjärilsart som beskrevs av Michael Denis och Ignaz Schiffermüller, 1775. Alälvmätare ingår i släktet Hydrelia och familjen mätare, Geometridae. Arten är reproducerande i både Sverige och Finland och enligt respektive rödlista är arten livskraftig, LC i båda länderna. Inga underarter finns listade i Catalogue of Life.